# 横浜焼
横浜焼（よこはまやき）は、1859年の横浜開港後誕生した横浜で造られた陶磁器のことである。

## 歴史
横浜は開港するまで半農半漁の小さな寒村で焼き物の産地としての歴史はなかった。しかし、1859年7月1日（安政6年6月2日）の日米修好通商条約や明治政府の殖産興業政策を機に、生糸貿易や日本の伝統工芸品の輸出が盛んに行われるようになった。輸出される伝統工芸品で日本の焼き物は欧米諸国で非常に高い評価を受ける。
中でも横浜での焼き物の生産のパイオニアだったのが、宮川香山（真葛香山）である。彼が造る焼き物は海外では「マクズ・ウェア」とも呼ばれ、1873年（明治6年）に初めて出品されたウィーン万国博覧会では名誉金牌を受賞し、その後世界の万国博覧会で数々の最高賞を受賞する。横浜の焼き物は宮川香山を筆頭に世界から注目を浴びるようになり、海外からの需要は増え日本各地から続々と陶工が横浜に一旗揚げようと横浜に開窯する。また廃藩置県により藩窯として製作し続けていた職人も職を失い、活躍する場を横浜に移す者もいた。焼き物を地場の産業として栄えた横浜はその後、陶磁器を製造する窯・製陶所や商店が増え一時期は数百名もの横浜焼に携わる人が居たと言われている。海外で一世風靡した横浜焼も1923年の関東大震災や第二次世界大戦の横浜大空襲などにより、横浜焼の歴史は途絶えてしまった。また横浜焼は主に輸出用として製作された為、地元横浜の人でも横浜で焼き物が造られていた事実を知っているものは少ない。
現在では、企業・団体として横浜で陶磁器の生産販売をしているのは何社かあるが、横浜焼として運営しているのは数少ない。また個人で活動している数はわかっていない。

## 特徴

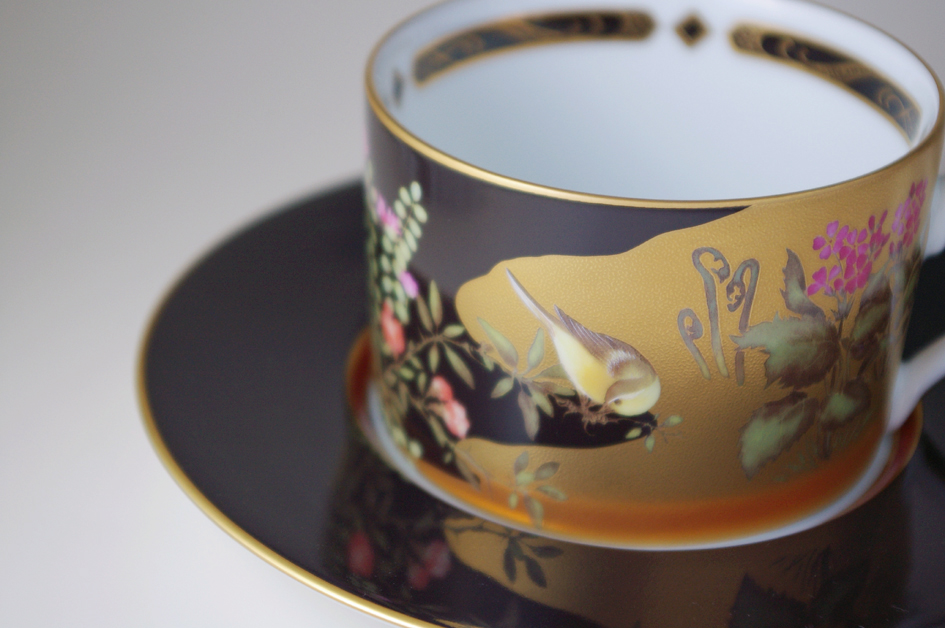
横濱増田窯　琳派コレクション コーヒーカップ＆ソーサー

横浜焼の特徴は一言では表現することは難しい。もともと、全国の焼き物の産地から集結した陶工達なので、その窯・製陶所又は職人各自が長年培ってきた技術や美学がベースとなっている。よってその作風は“薩摩スタイル”や“京焼スタイル”など様々な様式がある。ただ、一つ特徴を挙げるとすると港町横浜に居ることにより、いち早くヨーロッパの製陶技術や海外で造られた世界の陶磁器に自ら接することができた為、技術面及び芸術面で和と洋の融合した焼き物が造られた。

## 参考書籍
- みなと横浜が育てた真葛焼（横浜市教育委員会 発行、宮川香山歴代展運営委員会 編集、A-ME一四〇 第〇一三〇四四号）
- 真葛 宮川香山展 －世界を魅了したマクズ・ウェア－ （横浜美術館 発行、集巧社 製作）